# Astragalus minthorniae
Astragalus minthorniae är en ärtväxtart som först beskrevs av Per Axel Rydberg, och fick sitt nu gällande namn av Jeps.. Astragalus minthorniae ingår i släktet vedlar, och familjen ärtväxter.

## Underarter
Arten delas in i följande underarter:
- A. m. gracilior
- A. m. minthorniae
- A. m. villosus

## Bildgalleri

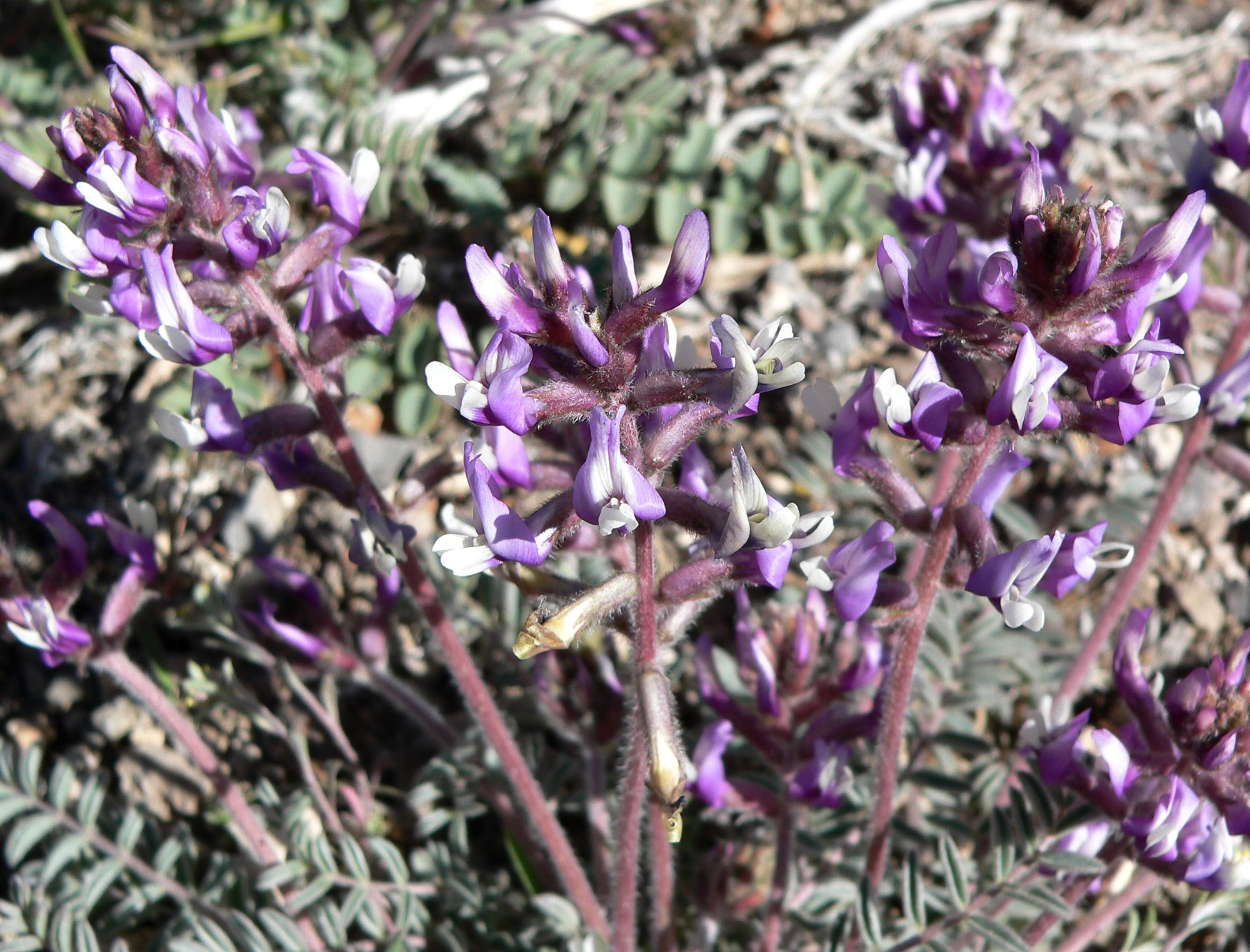
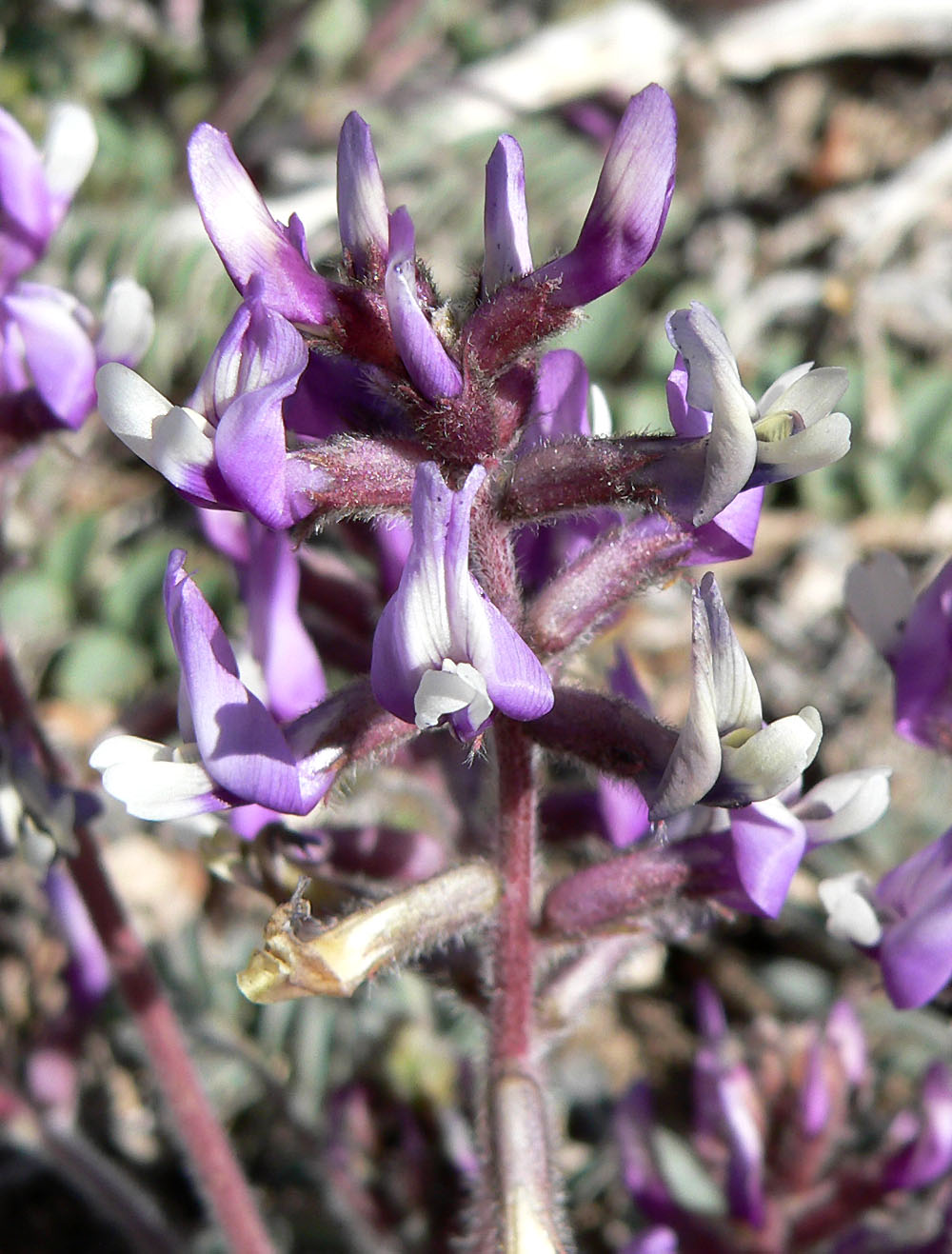
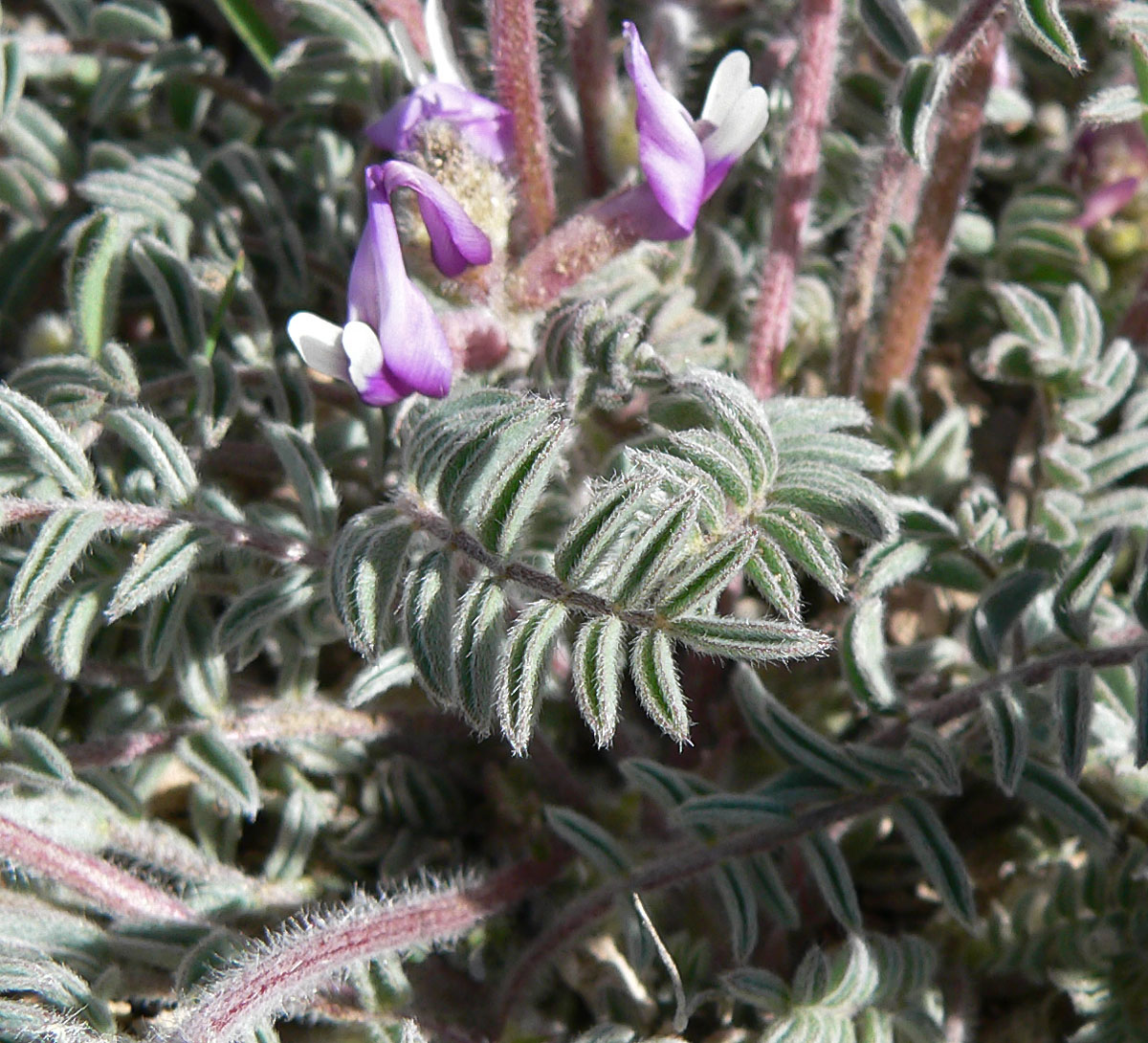
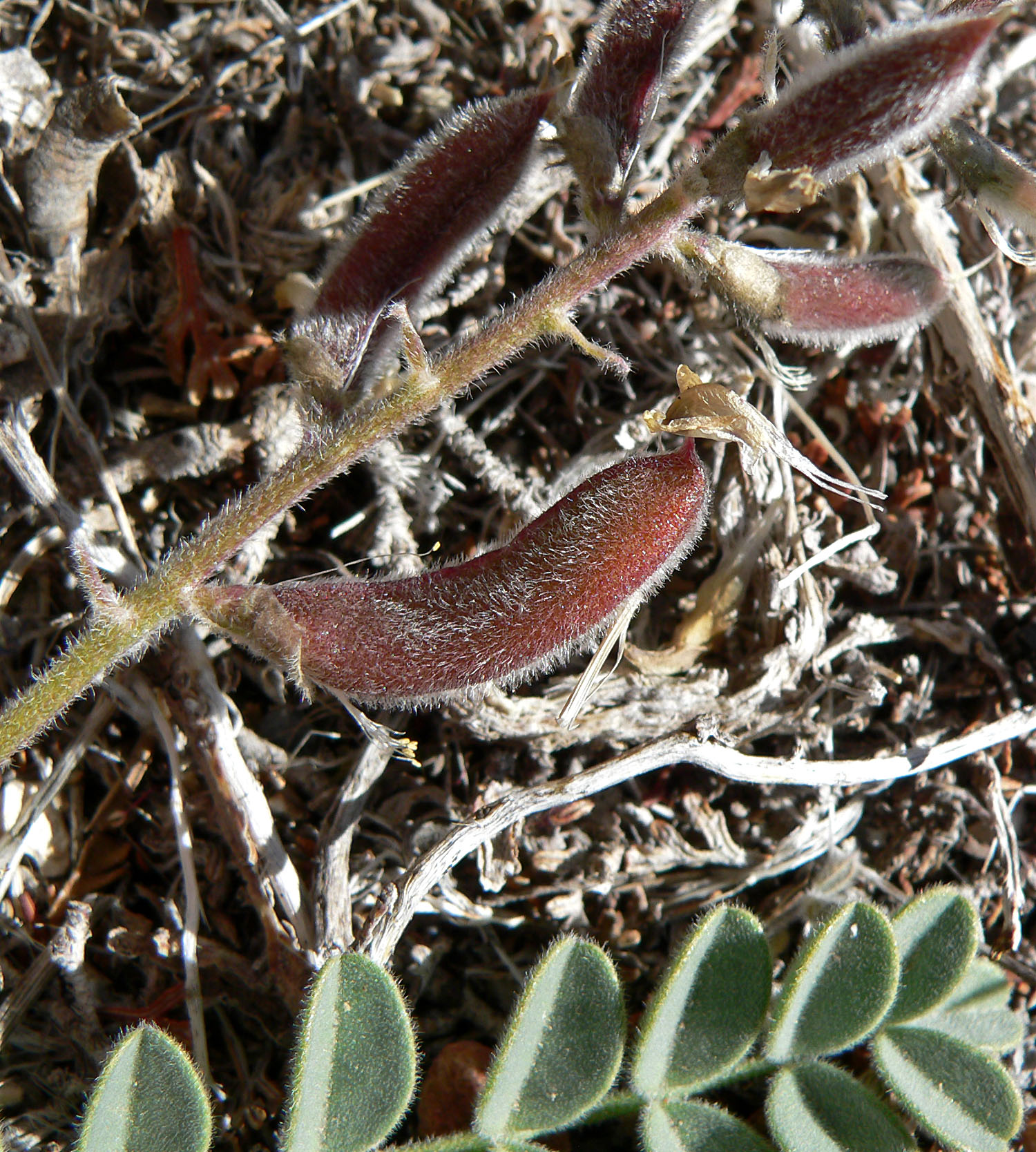